# Kyle Allman
Kyle Allman jr. (Queens, 2 settembre 1997) è un cestista statunitense naturalizzato montenegrino, professionista in Europa.

## Carriera
Dopo quattro anni di college trascorsi alla California State University, Fullerton (19,5 punti di media nell'anno da junior), viene inserito nel roster dei Toronto Raptors per la NBA Summer League del 2019, con i quali gioca tutta via solo una partita. Il 7 agosto 2019 firma il suo primo contratto da professionista con il Lavrio B.C. nella A1 Ethniki in Grecia.

## Palmarès

### Squadra
- Campionato lettone: 1

VEF Riga: 2020-21

### Individuale
- LBL MVP finali: 1

VEF Riga: 2020-21